# 東京品川病院
東京品川病院（とうきょうしながわびょういん）は、東京都品川区東大井に所在する医療法人社団東京巨樹の会が運営する病院。緩和ケア病棟を有する。

## 歴史
1923年（大正12年）、南品川のゼームス坂そばに精神病院「ゼームス坂病院」として開院。高村光太郎の妻・智恵子が入院して生涯を終え、その闘病生活が『智恵子抄』に綴られたことで知られる。ゼームス坂病院は、当時としては先進的な全個室で鍵や鉄格子はなく、患者の自由を確保した精神病院であった。
1945年（昭和20年）1月15日、終戦直前に東京芝浦電気（現：株式会社東芝）により改修され、企業立病院「東芝大井病院」として再開院。戦後の混乱期に同社従業員と地域住民の医療を担った。1964年（昭和39年）年に東大井へ移転し「東芝中央病院」と改称した。
その後は長らく東芝の企業立病院として運営されてきたが、2017年11月30日付で東芝が同病院事業を医療法人社団緑野会へ譲渡する契約書を締結したことを発表。予定どおり2018年4月1日付で東芝から医療法人社団緑野会への病院事業譲渡が完了し、東芝の企業立病院ではなくなったことから、同日付で現名称の「東京品川病院」へ改称された。

## 沿革
- 昭和20年（1945年）1月15日 - 東芝大井病院開院。南品川のゼームズ坂病院を改修して開院。戦後の混乱期における従業員医療と地域医療に貢献した。（診療科：内科・外科　病床数：40床）
- 昭和39年（1964年）10月1日 - 東芝中央病院開院。当社創立85周年事業の一環として南品川から東大井に場所を変え設立。設立に際しては地元品川区医師会との話し合いにより、職域病院に徹する運営主体とした。
- 昭和45年（1970年5月25日） - 総合健診センター設置。日本で初めて自動化健診を行う。6月、整形外科・泌尿器科・皮膚科・神経科新設。
- 昭和47年（1972年）11月 - 2号館を増築して病床数211床になる。
- 昭和60年（1985年）10月 - 3号館増築、病床数311床になる。
- 昭和61年（1986年）1月 - 脳神経外科・画像センター新設
- 昭和62年（1987年）1月 - 心臓疾患集中治療室設置、4月に麻酔科新設。
- 平成元年（1989年）3月 - スポーツ整形外科新設。
- 平成元年（1989年）4月 - 内科を専門分化する（総合、消化器、循環器、血液、呼吸器、神経）。
- 平成5年（1993年）1月1日 - 新1号館完成（現1号館）東芝病院に改称。新病院は東芝の最新の医療機器・総合医療情報システムを導入、院内機能の効率化を図り近代病院として生まれ変わった。（病床数：310床）
- 平成6年（1994年）4月- リハビリテーション科新設。臨床研究室新設、肝炎ウイルスの研究を主に臨床と研究の相互交流を行う。
- 平成30年（2018年）4月 - 医療法人社団緑野会へ法人移譲、東京品川病院開設。296床（急性期236床、回復期60床）。乳腺外科・脊髄脊椎外科・脳神経外科・婦人科開設。大規模外観・院内補修改修工事。9月、HUCを12床新設。
- 平成30年（2018年）9月　2号館3階・4階　回復期病棟新設。296床（急性期146床、回復期150床）
- 平成31年（2019年）2月- 血管造影室　新規導入。4月に医療法人社団東京巨樹の会へ法人名改称。
- 令和元年（2019年）10月 - 2号館1階に透析センター新設（20床）、産科外来再開、1号館7階バースセンター新設。296床（急性期206床、回復期90床）。11月に訪問リハビリテーション開始。12月に64列ＣＴ更新（ERへ設置）。
- 令和2年（2020年）3月 - 感染症（新型コロナ）外来・専用病棟開設、人間ドック学会健診施設機能評価認定。5月にPCR検査機器導入
- 令和3年（2021年）2月 - 80列CT新規導入。6月に296床から329床へ33床の増床。329床（急性期239床、回復期90床）。8月に血管造影室新規導入。
- 令和4年（2022年）4月- 社会医療法人社団東京巨樹の会へ法人名改称。CCUネットーワーク参入、日本医療機能評価機構認定、B病棟増築、緩和ケア病棟新設、放射線治療装置運用開始（リニアック）1号館7階産科病棟増床。[6]

## 診療科
内科系診療科
- 総合内科
- 消化器内科
- 循環器内科
- 血液内科
- 呼吸器内科
- 内分泌糖尿病内科
- 腎臓内科
- 小児科
- 脳神経内科
- 神経精神科
- 緩和ケア科
- 放射線科
- 病理科
- 救急科

外科系診療科
- 外科
- 脳神経外科
- 血管外科
- 乳腺外科
- 形成外科
- 整形外科
- リハビリテーション科
- 呼吸器外科
- 泌尿器科
- 産婦人科
- 眼科
- 皮膚科
- 耳鼻咽喉科
- 脊髄脊椎外科
- 歯科口腔外科
- 麻酔科

## 医療機関の指定等
- 保険医療機関
- 労災保険指定医療機関
- 身体障害者福祉法指定医の配置されている医療機関
- 結核指定医療機関
- 戦傷病者特別援護法指定医療機関
- 公害医療機関
- 臨床研修指定病院（協力型）
- DPC対象病院
- 難病医療費助成指定医療機関
- 指定小児慢性特定疾病医療機関
- 生活保護法指定医療機関

など

## 交通アクセス
- 京浜東北線大井町駅下車、徒歩7分。
- 東急大井町線大井町駅下車、徒歩9分。
- 東京臨海高速鉄道りんかい線大井町駅下車、徒歩12分。
- 京急本線立会川駅下車、徒歩10分。